# Charles de Brouckère (1796-1860)
Charles Marie Joseph Ghislain de Brouckère (Brugge, 18 januari 1796 – Brussel, 20 april 1860) was een liberaal politicus in het Verenigd Koninkrijk der Nederlanden en in het latere België. De oorspronkelijke naam was de Brouckere, zonder accent en ook zo uitgesproken.

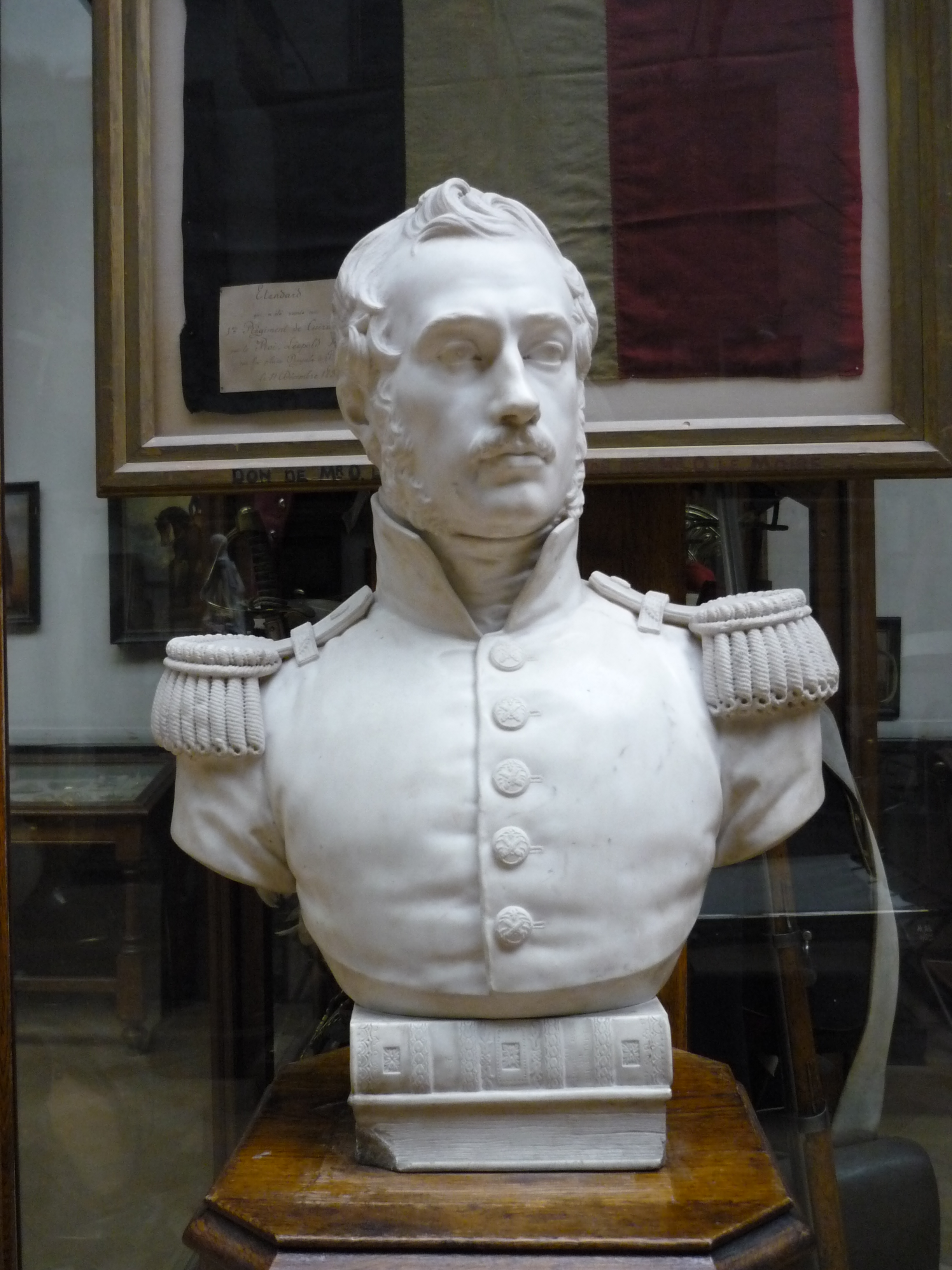
Buste van Charles de Brouckère

## Levensloop
Voor de Belgische onafhankelijkheid werkte hij als bankbediende in Maastricht en van 1820 tot 1824 was hij divisiehoofd van de provinciale administratie van de provincie Limburg. Van 1819 tot 1820 was hij als artillerieluitenant eveneens actief in het leger van het Verenigd Koninkrijk der Nederlanden.
Vervolgens begon de Brouckère aan een politieke loopbaan en zetelde van 1824 tot 1826 in de Provinciale Staten van Limburg. Van 1826 tot aan de uitroeping van de Belgische onafhankelijkheid in 1830 zetelde hij in de Tweede Kamer der Staten-Generaal, waar hij zich als oppositioneel verzette tegen het beleid van koning Willem I der Nederlanden.
Bij de Belgische Revolutie werd De Brouckère benoemd tot militair commandant van de provincies Luik en Limburg en oefende dit uit van oktober tot december 1830. In 1830 was hij tevens lid van de commissie die de Belgische grondwet moest opstellen en waar hij ijverde voor de afschaffing van alle aristocratische privileges. Van 1830 tot 1831 zetelde hij voor het arrondissement Hasselt in het Nationaal Congres. Van december 1830 tot februari 1831 was hij bovendien administrateur-generaal van het Comité van Financiën van het Voorlopig Bewind.
Na de ontbinding van het Nationaal Congres zetelde hij als vertegenwoordiger van de liberalen van 1831 tot 1832, van 1848 tot 1856 en van 1857 tot 1860 voor het arrondissement Brussel in de Kamer van volksvertegenwoordigers. Van 1831 tot 1832 had hij bovendien ook een ministeriële loopbaan: van februari tot april 1831 was hij minister van Financiën, in augustus 1831 minister van Binnenlandse Zaken en van augustus 1831 tot maart 1832 minister van Oorlog.
Van augustus 1831 tot 1833 was hij als artilleriekolonel eveneens vleugeladjudant van koning Leopold I. Op academisch vlak was hij professor economie aan de Centrale School voor Handel en Industrie in Brussel en professor aan de faculteiten Wetenschappen en Rechten van de ULB. Daarnaast was hij ook directeur bij verschillende instellingen: van 1832 tot 1846 bij de Belgische Rijksmunt, van 1835 tot 1839 bij de Banque de Belgique en van 1839 tot 1846 bij de Société des mines et fonderies du zinc de la Vieille Montagne.
Van 1847 tot aan zijn dood was hij gemeenteraadslid van Brussel, waar hij van 1848 tot 1860 burgemeester was. Vanaf 1847 zetelde hij ook in de Stedelijke Raad van Brussel.
Zijn vader Charles de Brouckère (senior) was ook politiek actief in het Verenigd Koninkrijk der Nederlanden, net als zijn jongere broer Henri de Brouckère, die in het Nationaal Congres zetelde en van 1852 tot 1855 premier was (toen nog regeringsleider genaamd).
Hij was eveneens actief als vrijmetselaar, lid van de Brusselse loge Les Amis Philanthropes.

## Voetnota
1. ↑  Un siècle de franc-maçonnerie dans nos régions, 1740-1840, Brussel, 1983.

- Biografisch Portaal: 02640652
- CiNii: DA09418182
- Digitale Bibliotheek voor de Nederlandse Letteren: brou057
- Gemeinsame Normdatei: 138314705
- International Standard Name Identifier: 0000 0000 8223 2470
- Library of Congress Control Number: no89021576
- Nationale Bibliotheek van Tsjechië: skuk0000170
- Nederlandse Thesaurus van Auteursnamen: 071864164
- Parlement.com: vg09llt1ver9
- Réseau des bibliothèques de Suisse occidentale: 02-A003047477
- Système universitaire de documentation: 244367175
- Virtual International Authority File: 41396913
- WorldCat: E39PBJkT77Qx33rgrDGbm6t3Qq